# Hans Theo Richter
Hans Theo Richter (* 7. August 1902 in Rochlitz; † 14. September 1969 in Dresden) war ein deutscher Maler und Grafiker.

## Leben und Werk

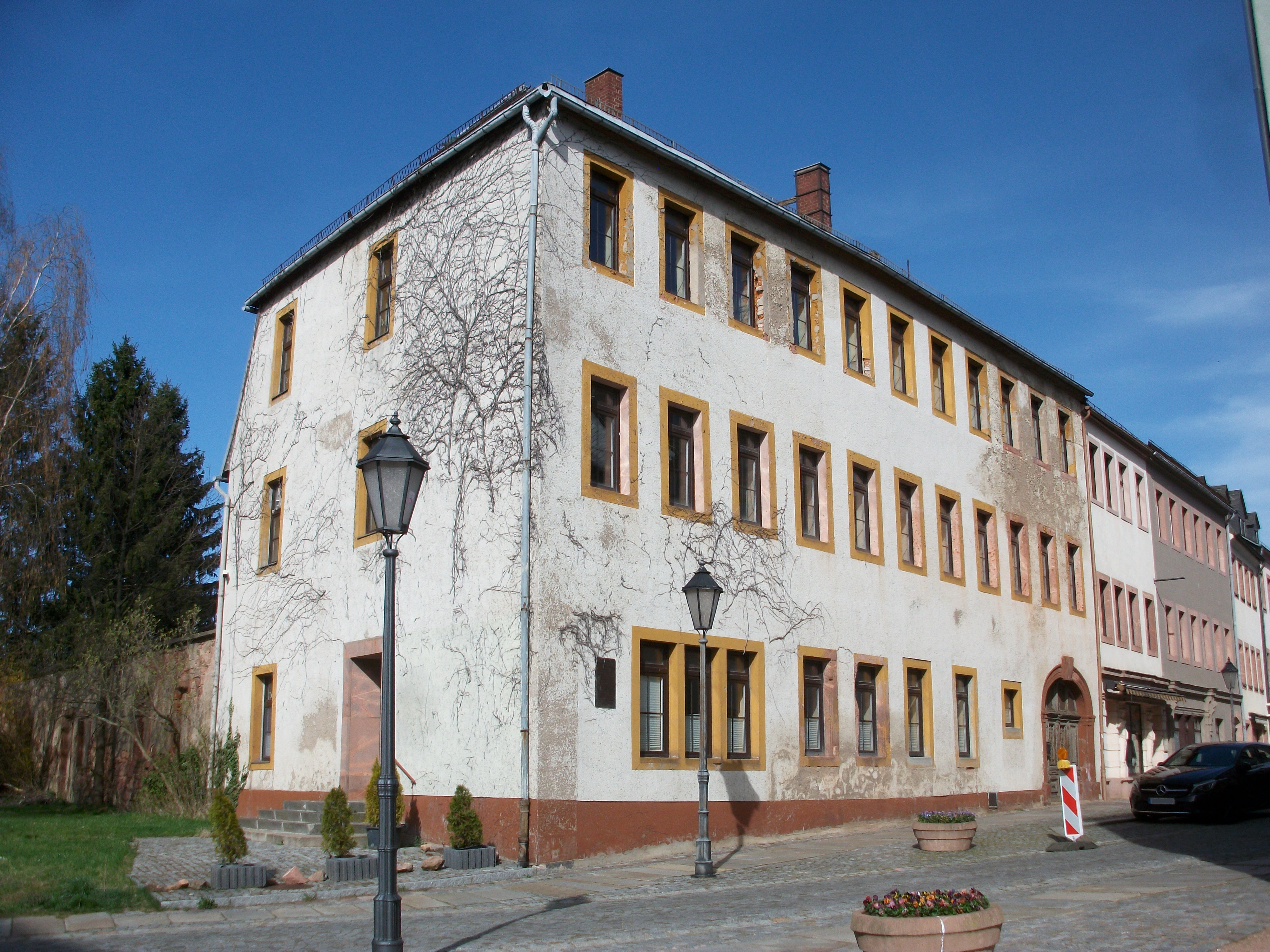
Geburtshaus von Hans Theo Richter in Rochlitz, Burgstraße 24

Richter verlor früh, 1903, den Vater. 1907 zog die Mutter nach Niederlößnitz (heute Stadtteil von Radebeul) um. Nach Abschluss des Realgymnasiums 1918 in Radebeul studierte er von 1919 bis 1923 Malerei und Graphik an der Dresdner Kunstgewerbeakademie bei Paul Hermann, Arno Drescher und Georg Erler und im Jahr 1923 bei Josef Goller und Max Frey. 1922 lernte er Georg Richter-Lößnitz kennen, in dessen Werkstatt er seine ersten Radierungen drucken durfte. Von 1926 bis 1931 studierte er an der Akademie der Bildenden Künste in Dresden bei Richard Müller, ab 1928 als Meisterschüler von Otto Dix. 1929 zog er in ein Atelier in Dresden, wo er ab 1932 freischaffend arbeitete. Er hielt den künstlerischen Kontakt zu Karl Kröner und Paul Wilhelm.
1930 heiratete er Gisela Hergesell aus Breslau, die mit kunstgewerblichen Arbeiten zum Lebensunterhalt beitrug. Seitdem verbrachten beide jährlich längere Zeit des Jahres in Breslau. Erste Werke wurden durch das Schlesische Museum der Bildenden Künste in Breslau angekauft.
Er erhielt 1932 den Jubiläumspreis der Stadt Dresden, gleichzeitig wurde er Mitglied des Deutschen Künstlerbundes. Richter veranstaltete in dem Jahr seine erste Einzelausstellung in Dresden in der Galerie Neue Kunst Fides. Im Jahr 1933 wurde er mit dem Rompreis des Deutschen Künstlerbundes ausgezeichnet. Der damit verbundene Aufenthalt in Rom wurde jedoch durch die nationalsozialistischen Behörden verhindert. Otto Dix porträtierte im selben Jahr das Ehepaar Richter.
Im Jahr 1935 begegnete er Gerhard Marcks, fuhr im folgenden Jahr auf Einladung zur Internationalen Graphik-Ausstellung des Art Institute in Chicago und besuchte 1937 die Witwe von Franz Marc.
In der Zeit des Nationalsozialismus war Richter obligatorisch Mitglied der Reichskammer der bildenden Künste. Für diese Zeit ist seine Teilnahme an 27 großen Ausstellungen sicher belegt. Andererseits wurden 1937 im Rahmen der deutschlandweiten konzertierten Aktion „Entartete Kunst“ aus der Gemäldegalerie und dem Kupferstichkabinett Dresden sowie aus der Deutschen Graphikschau in Görlitz neun Arbeiten Richters beschlagnahmt und fast alle vernichtet. 1938 erhielt Richter den ersten Preis für Graphik auf der Internationalen Graphik-Ausstellung in Chicago.

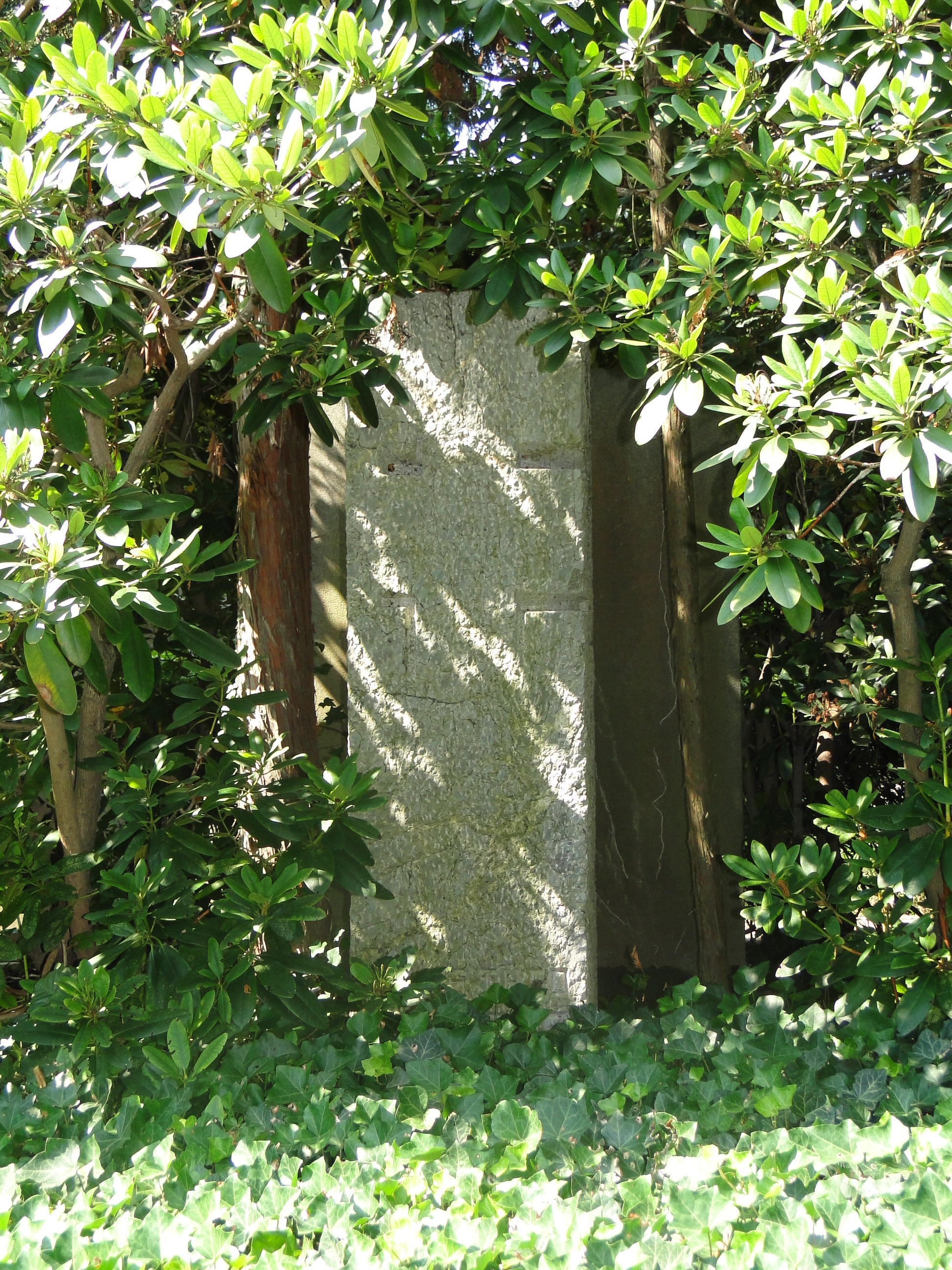
Grab Hans Theo Richters auf dem Loschwitzer Friedhof

Wegen körperlicher Untauglichkeit vom Kriegsdienst freigestellt, konnte er weiterarbeiten, und er erhielt 1941 den Albrecht-Dürer-Preis der Stadt Nürnberg. 1943 besuchte Richter Käthe Kollwitz in Berlin. Im darauffolgenden Jahr wurde er durch Arno Drescher zum Dozenten für Graphik an der Staatlichen Akademie für Graphische Künste und Buchgewerbe in Leipzig berufen. Beim Bombardement Dresdens am 13. Februar 1945 starb seine Frau, gleichzeitig verlor er den größten Teil seines bisherigen künstlerischen Werkes.
Richter wurde 1947 zum Professor für Graphik an der Hochschule für Bildende Künste in Dresden berufen, was er bis zu seiner Emeritierung 1967 blieb. Zudem schloss er in diesem Jahr Freundschaft mit Josef Hegenbarth und Wilhelm Lachnit und heiratete seine Schülerin Hildegard Fausten. Im Jahr 1950 begegnete er Gustav Seitz.
Er erhielt 1955 die Silbermedaille der Internationalen Graphik-Ausstellung in Warschau. Mit Gerhard Marcks reiste er 1956 zur Rembrandt-Ausstellung nach Amsterdam. Noch im gleichen Jahr erreichte ihn die Berufung zum ordentlichen Mitglied der Deutschen Akademie der Künste zu Berlin.
Richter reiste mit Otto Nagel 1958 nach Moskau und Leningrad. Später im Jahr fuhr er für drei Wochen nach Holland zur Van-Gogh-Ausstellung in Amsterdam und der Kokoschka-Ausstellung in Den Haag. Im Jahr 1959 wurde Richter zum ordentlichen Mitglied der Bayrischen Akademie der Schönen Künste in München gewählt, anschließend reiste er zur documenta II nach Kassel.
In der Ostzone bzw. der DDR war Richter auf den meisten wichtigen zentralen Ausstellungen vertreten, u. a. von 1946 bis 1973 außer 1953, auf allen Deutschen Kunstausstellungen bzw. Kunstausstellungen der DDR in Dresden.
Er war 1963 in Breslau bei der Eröffnung seiner Ausstellung im Muzeum Śląskie dabei, ein Jahr später auf der documenta III in Kassel. Im Jahr 1965 wurden ihm der Burda-Preis für Grafik in München sowie der Nationalpreis der DDR zuerkannt. 1981 fand im Berliner Zentrum für Kunstausstellungen der DDR die Ausstellung „Hans Theo Richter und seine Schüler“ statt.
Richter erkrankte 1966 schwer und erlitt einen Herzinfarkt. Im folgenden Jahr wurde er als Professor der Hochschule für Bildende Künste in Dresden emeritiert.
Er wohnte von 1949 bis 1965 in Dresden-Wachwitz, Schwenkstraße 6. Sein Grab mit der Plastik Christus aus Saalburger Marmor von Friedrich Press aus dem Jahr 1972 befindet sich auf dem Loschwitzer Friedhof.

## Fotografische Darstellung Richters
- Margot Schaal: Der Maler und Graphiker Hans Theo Richter, Professor an der Hochschule für Bildende Künste, Dresden, beim Zeichnen an der Staffelei (1960)[4]

## 1937 als „entartet“ beschlagnahmte Werke Richters
- Nelly, die Gehilfin des Druckers (Lithografie, 35,5 × 24,8 cm; vernichtet)[5]
- Weiblicher Akt (Druckgrafik; vernichtet)
- Stehendes Mädchen (Druckgrafik; vernichtet)
- Bauernadel (Druckgrafik; vernichtet)
- Pietá (Druckgrafik; vernichtet)
- Aktskizze (Zeichnung; vernichtet)
- Aktskizze (Zeichnung; vernichtet)
- Weiblicher Akt (Zeichnung, Bleistift, aquarelliert; vernichtet)
- Weiblicher Akt (Zeichnung, Feder, Tusche; 1940 über die Kunsthandlung Bernhard A. Böhmer „verwertet“; Verbleib ungeklärt)

## Hans Theo Richter-Preis
Die Witwe von Hans Theo Richter stiftete der Sächsischen Akademie der Künste den Hans Theo Richter-Preis. Er wird für besondere Leistungen der bildenden Kunst, besonders auf dem Gebiet der Zeichnung und Graphik vergeben und ist mit 20.000 Euro dotiert. Die Preisträger werden durch Entscheid einer Jury bestimmt, bestehend aus Mitgliedern der Klasse Bildende Kunst der Sächsischen Akademie der Künste, dem Vorstand der Hildegard und Hans Theo Richter-Stiftung und dem Direktor des Kupferstich-Kabinettes der Staatlichen Kunstsammlungen Dresden.

### Preisträger
- 1998: Max Uhlig
- 1999: Jiri Kolar
- 2000: Paula Ribariu und Werner Wittig
- 2001: Peter Graf
- 2003: Thomas Ranft
- 2005: Lutz Fleischer
- 2007: Wolfram Adalbert Scheffler
- 2010: Dieter Goltzsche
- 2012: Hanns Schimansky
- 2014: Claus Weidensdorfer
- 2017: Marlene Dumas